# Marielle Grandemange
Pour les articles homonymes, voir Grandemange.
Marielle Grandemange, née le 22 février 1985 à Remiremont dans le département des Vosges, est une copilote française de rallye automobile, championne de France des copilotes 2012 et 2015 aux côtés du pilote Jean-Marie Cuoq. Elle réside à Épinal.

## Biographie
Originaire de Saint-Nabord dans le département des Vosges, Marielle Grandemange fait ses débuts dans le rallye automobile en 2004, principalement avec son compatriote vosgien, le pilote Éric Mauffrey, pendant les quatre premières années de sa carrière sportive, jusqu'en 2008.
En 2006, elle est Vainqueur du Trophée Michelin 2006 aux côtés du pilote Éric Mauffrey sur une Subaru Impreza. En 2007, elle est Vainqueur de la Finale de la Coupe de France des Rallyes à nouveau avec lui sur une 306 Maxi.
Puis elle diversifie ses partenaires : elle est en binôme pendant 8 courses avec le pilote Philippe Gustin entre 2008 et 2009, en binôme pendant 10 courses avec Laurent Poirot entre 2011 et 2013, et en binôme pendant 11 courses avec Jérôme Jacquot entre 2013 et 2015.
En juillet 2011, elle est pour la première fois copilote sur une 306 Maxi du pilote ardéchois Jean-Marie Cuoq. Celui-ci se montre alors satisfait de sa copilote : « C’est la première fois qu’on pilote ensemble, elle a fait du bon boulot. ».
En 2012, elle devient Championne de France des rallyes sur asphalte aux côtés du pilote Jean-Marie Cuoq.
En 2015, elle obtient à nouveau le titre de Championne de France, sur Rallye Terre toujours avec Jean-Marie Cuoq, après avoir obtenu beaucoup d’autres titres sur terre et sur asphalte.
En juillet 2016, elle totalise depuis le début de sa carrière 109 départs de courses. De 2012 à 2016, les binômes pilote-Marielle Grandemange totalisent 2 arrivées en 3e place, 10 arrivées en 2e place et 8 arrivées en 1re place, soit 20 podiums sur 40 courses (50 % des courses), dont 16 podiums sur 40 courses (80 % des podiums) en binôme avec Jean-Marie Cuoq.
Depuis 2005, elle a fait 21 courses avec son compatriote vosgien Éric Mauffrey, soit 20 % de toutes les courses de sa carrière. Depuis 2011, elle a fait 18 courses avec Jean-Marie Cuoq, soit 33 % de ses courses depuis cette année-là.

## Championnats, coupes, palmarès

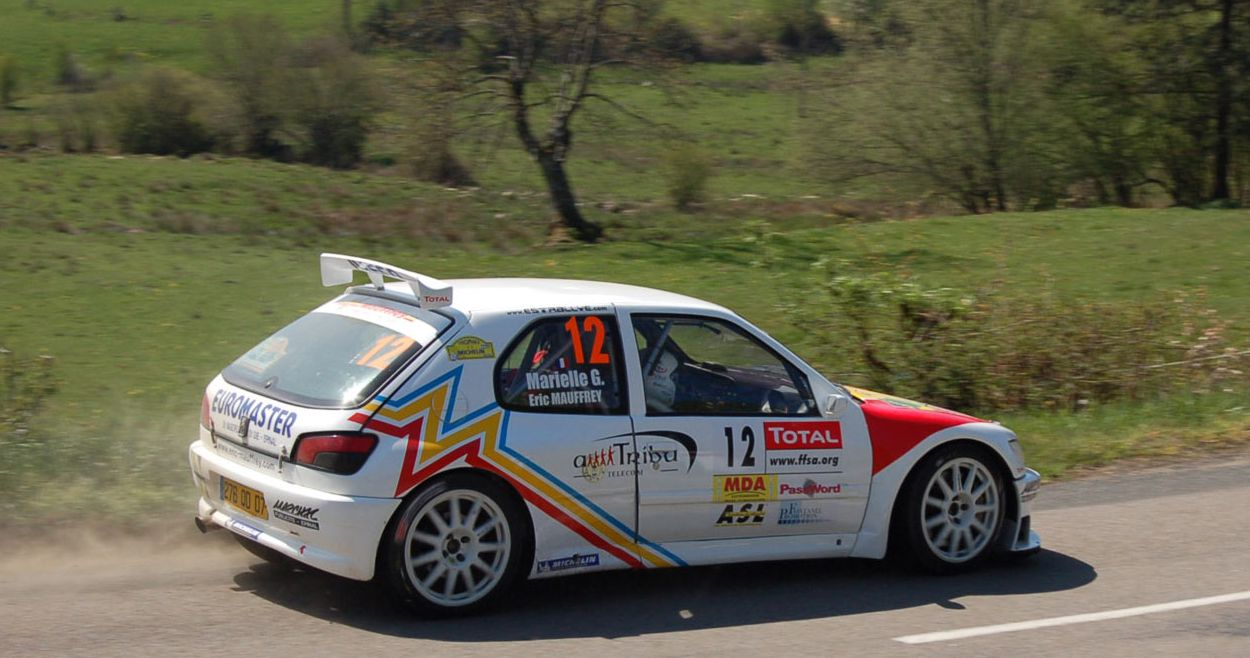
La Peugeot 306 Maxi d'Éric Mauffrey et Marielle Grandemange au Rallye Lyon-Charbonnière 2007.

- Championnats de France des Rallyes-Copilotes :
  - 2015 : Championne de France des rallyes sur terre avec Jean-Marie Cuoq
  - 2012 : Championne de France des rallyes sur asphalte avec Jean-Marie Cuoq
  - 2007 : Vainqueur Finale Coupe de France des Rallyes (306 Maxi - Éric Maufffrey)[2]
- 2006 : Vainqueur du Trophée Michelin avec Éric Mauffrey sur Subaru Impreza[2]

## Toutes ses courses
Marielle Grandemange totalise 117 courses en novembre 2017, avec 6 à 15 courses par an selon les années, soit une moyenne d'un peu plus de 8 courses par an.
| Année        | Mois                         | Course      | Lieu            | Pilote         | Voiture  | Classement |
| ------------ | ---------------------------- | ----------- | --------------- | -------------- | -------- | ---------- |
| 2017         |                              |             |                 |                |          |            |
| Novembre     | Rallye Terre de Vaucluse     | Vaucluse    | Jean-Marie Cuoq | Citroën C4 WRC | Personal |            |
| Octobre      | Rallye Terre des Cardabelles | Aveyron     | Accident        |                |          |            |
| Août         | Rallye Terre de Lozère       | Lozère      | 1re             |                |          |            |
| Juin-juillet | Rallye Terre de Langres      | Haute-Marne | 3e              |                |          |            |
| Avril        | Rallye Terre des Causses     | Lot         | 1re             |                |          |            |

| Année   | Mois                          | Course                       | Lieu             | Pilote                  | Voiture         | Classement |
| ------- | ----------------------------- | ---------------------------- | ---------------- | ----------------------- | --------------- | ---------- |
| 2016    | Octobre                       | Rallye Terre des Cardabelles | Aveyron          | Jean-Marie Cuoq         | Citroën C4 WRC  | 1re        |
| Août    | Rallye Terre de Lozère        | Lozère                       | 2e               |                         |                 |            |
| Août    | Rallye d'Autun - Sud Morvan   | Saône-et-Loire               | Jérôme Jacquot   | Alfa Romeo Alfetta GTV6 | 3e              |            |
| Juillet | Rallye National de la Plaine  | Vosges                       | Franck Anthony   | Citroën DS3 R3 Max      | 13e             |            |
| Juin    | Rallye Terre de Langres       | Haute-Marne                  | Jean-Marie Cuoq  | Citroën C4 WRC          | 1re             |            |
| Juin    | Rallye National de la Luronne | Haute-Saône                  | Jérôme Jacquot   | Alfa Romeo Alfetta GTV6 | Panne mécanique |            |
| Mai     | Rallye Terre du Diois         | Drôme                        | Jean-Marie Cuoq  | Citroën C4 WRC          | 2e              |            |
| Mai     | Rallye Régional Ajolais       | Vosges                       | Delphine Nasazzi | Peugeot 106 S16         | 104e            |            |
| Avril   | Rallye Terre des Causses      | Lot                          | Jean-Marie Cuoq  | Citroën C4 WRC          | 4e              |            |

| Année     | Mois                         | Course                   | Lieu             | Pilote          | Voiture                 | Classement |
| --------- | ---------------------------- | ------------------------ | ---------------- | --------------- | ----------------------- | ---------- |
| 2015      | Novembre                     | Rallye Historique du Var | Var              | Jérôme Jacquot  | Alfa Romeo Alfetta GTV6 | 8e         |
| Novembre  | Rallye Terre de Vaucluse     | Vaucluse                 | Jean-Marie Cuoq  | Citroën C4 WRC  | 2e                      |            |
| Octobre   | Rallye Terre des Cardabelles | Aveyron                  | 1er              |                 |                         |            |
| Septembre | Rallye National Vosgien      | Vosges                   | Éric Mauffrey    | Peugeot 208 T16 | 3e                      |            |
| Août      | Rallye Terre de Lozère       | Lozère                   | Jean-Marie Cuoq  | Citroën C4 WRC  | 2e                      |            |
| Juillet   | Rallye Terre de l'Auxerrois  | Yonne                    | 1er              |                 |                         |            |
| Juin      | Rallye Terre de Langres      | Haute-Marne              | 1er              |                 |                         |            |
| Mai       | Rallye Régional Ajolais      | Vosges                   | Delphine Nasazzi | Peugeot 106 S16 | 80e                     |            |
| Avril     | Rallye Terre des Causses     | Lot                      | Jean-Marie Cuoq  | Citroën C4 WRC  | 1er                     |            |

| Année                   | Mois                         | Course                   | Lieu              | Pilote            | Voiture         | Classement |
| ----------------------- | ---------------------------- | ------------------------ | ----------------- | ----------------- | --------------- | ---------- |
| 2014                    | Novembre                     | Rallye Terre de Vaucluse | Vaucluse          | Jérôme Jacquot    | Citroën DS3 WRC | 2e         |
| Octobre                 | Rallye Terre des Cardabelles | Aveyron                  | Peugeot 207 S2000 | Panne mécanique   |                 |            |
| Août                    | Rallye Terre de Lozère       | Lozère                   | 5e                |                   |                 |            |
| Juillet                 | Rallye Terre de l'Auxerrois  | Yonne                    | 7e                |                   |                 |            |
| Rallye Aveyron Rouergue | Aveyron                      | Éric Mauffrey            | Nissan 370Z       | Panne mécanique   |                 |            |
| Juin                    | Rallye Terre de Langres      | Haute-Marne              | Jérôme Jacquot    | Peugeot 207 S2000 | 4e              |            |
| Mai                     | Rallye Régional Ajolais      | Vosges                   | Delphine Nasazzi  | Peugeot 106 S16   | 82e             |            |
| Avril                   | Rallye Terre des Causses     | Lot                      | Jérôme Jacquot    | Peugeot 207 S2000 | 4e              |            |

| Année                                    | Mois                         | Course                   | Lieu             | Pilote            | Voiture           | Classement |
| ---------------------------------------- | ---------------------------- | ------------------------ | ---------------- | ----------------- | ----------------- | ---------- |
| 2013                                     | Novembre                     | Rallye Terre de Vaucluse | Vaucluse         | Jérôme Jacquot    | Peugeot 207 S2000 | 6e         |
| Octobre                                  | Rallye Terre des Cardabelles | Aveyron                  | 3e               |                   |                   |            |
| Septembre                                | Rallye National Vosgien      | Vosges                   | Éric Mauffrey    | Nissan 370Z       | 5e                |            |
| Rallye Mont-Blanc Morzine                | Haute-Savoie                 | 11e                      |                  |                   |                   |            |
| Août                                     | Rallye Terre de Lozère       | Lozère                   | Jérôme Jacquot   | Peugeot 207 S2000 | 4e                |            |
| Juillet                                  | Rallye Terre de l'Auxerrois  | Yonne                    | 4e               |                   |                   |            |
| Rallye Régional de Matour                | Saône-et-Loire               | Pauline Lotz             | Peugeot 106 XSI  | 113e              |                   |            |
| Juin                                     | Rallye National de Lorraine  | Lorraine                 | Laurent Poirot   | Citroën Saxo VTS  | Abandon           |            |
| Mai                                      | Rallye Régional Ajolais      | Vosges                   | Delphine Nasazzi | Peugeot 106 S16   | 85e               |            |
| Rallye Région Limousin Lac de Vassivière | Haute-Vienne                 | Éric Mauffrey            | Nissan 370Z      | 8e                |                   |            |

| Année                     | Mois                                     | Course                 | Lieu              | Pilote            | Voiture           | Classement |
| ------------------------- | ---------------------------------------- | ---------------------- | ----------------- | ----------------- | ----------------- | ---------- |
| 2012                      | Octobre                                  | Critérium des Cévennes | Lozère            | Jean-Marie Cuoq   | Ford Focus Rs WRC | 1er        |
| Septembre                 | Rallye National Vosgien                  | Vosges                 | Éric Mauffrey     | Peugeot 306 Maxi  | 4e                |            |
| Rallye Mont-Blanc Morzine | Haute-Savoie                             | Jean-Marie Cuoq        | Ford Focus Rs WRC | 2e                |                   |            |
| Août                      | Rallye Régional des Vallées              | Vosges                 | Laurent Poirot    | Citroën Saxo VTS  | 19e               |            |
| Juillet                   | Rallye Aveyron Rouergue                  | Aveyron                | Jean-Marie Cuoq   | Ford Focus Rs WRC | 1er               |            |
| Juin                      | Rallye des Vins-Mâcon                    | Saône et Loire         | 2e                |                   |                   |            |
| Mai                       | Rallye Région Limousin-Lac de Vassivière | Haute-Vienne           | 2e                |                   |                   |            |
| Mars                      | Rallye Le Touquet - Pas de Calais        | Pas de Calais          | 2e                |                   |                   |            |

| Année                                    | Mois                              | Course                 | Lieu             | Pilote           | Voiture         | Classement      |
| ---------------------------------------- | --------------------------------- | ---------------------- | ---------------- | ---------------- | --------------- | --------------- |
| 2011                                     | Octobre                           | Critérium des Cévennes | Vaucluse         | Jean-Marie Cuoq  | Peugeot 206 WRC | Panne mécanique |
| Finale de la Coupe de France des Rallyes | Saône-et-Loire                    | Laurent Poirot         | Citroën Saxo VTS | 63e              |                 |                 |
| Septembre                                | Rallye National Vosgien           | Vosges                 | 28e              |                  |                 |                 |
| Rallye Mont-Blanc-Morzine                | Haute-Savoie                      | Maxence Bardou         | Peugeot 207 RC   | 29e              |                 |                 |
| Août                                     | Rallye Régional des Vallées       | Vosges                 | Laurent Poirot   | Citroën Saxo VTS | 13e             |                 |
| Rallye National de la Plaine             | 11e                               |                        |                  |                  |                 |                 |
| Juillet                                  | Rallye Terre de Langres           | Haute-Marne            | Yannick Cholley  | Peugeot 206 XS   | 52e             |                 |
| Rallye de Bourgogne Côte Chalonnaise     | Saône et Loire                    | Jean-Marie Cuoq        | Peugeot 306 Maxi | Abandon          |                 |                 |
| Juin                                     | Rallye Région Limousin Vassivière | Haute-Vienne           | Maxence Bardoux  | Peugeot 207 RC   | Accident        |                 |
| Mai                                      | Rallye Régional Ajolais           | Vosges                 | Laurent Poirot   | Citroën Saxo VTS | 21e             |                 |
| Rallye National de la Vallée du Cher     | Cher                              | Maxence Bardoux        | Peugeot 207 RC   | 13e              |                 |                 |
| Rallye des Plaines et Cimes              | Vosges                            | Laurent Poirot         | Citroën Saxo VTS | 22e              |                 |                 |
| Avril                                    | Rallye Terre de l'Auxerrois       | Yonne                  | Yannick Cholley  | Peugeot 206 XS   | Panne mécanique |                 |
| Rallye Régional Stanislas                | Meirthe-et-Moselle                | Laurent Poirot         | Citroën Saxo VTS | 18e              |                 |                 |
| Mars                                     | Rallye du Florival                | Haut-Rhin              | 26e              |                  |                 |                 |

| Année                        | Mois                          | Course                   | Lieu                          | Pilote             | Voiture                       | Classement |
| ---------------------------- | ----------------------------- | ------------------------ | ----------------------------- | ------------------ | ----------------------------- | ---------- |
| 2010                         | Novembre                      | Rallye Terre de Vaucluse | Vaucluse                      | Richard Frau       | Mitsubishi Lancer Evolution X | 8e         |
| Octobre                      | Rallye Régional Stanislas     | Meurthe -et-Moselle      | Baptiste Poirot               | Peugeot 205 Rallye | 53e                           |            |
| Rallye Terre des Cardabelles | Aveyron                       | Richard Frau             | Mitsubishi Lancer Evolution X | 11e                |                               |            |
| Septembre                    | Rallye National Vosgien       | Vosges                   | Jacques Loubet                | Porsche 996 GT3    | 17e                           |            |
| Août                         | Rallye Régional des Vallées   | Vosges                   | Jean-Michel Kempf             | Citroën Saxo VTS   | 10e                           |            |
| Juillet                      | Rallye Régional du 14 Juillet | Haute-Saône              | Jean-Pierre Jacques           | Renault Clio 16S   | 19e                           |            |
| Rallye Régional Ruppéen      | Vosges                        | Panne mécanique          |                               |                    |                               |            |
| Juin                         | Rallye National de la Luronne | Haute-Saône              | Jean-Michel Kempf             | Citroën Saxo VTS   | Panne mécanique               |            |

| Année                | Mois                     | Course                  | Lieu            | Pilote             | Voiture          | Classement |
| -------------------- | ------------------------ | ----------------------- | --------------- | ------------------ | ---------------- | ---------- |
| 2009                 | Septembre                | Rallye National Vosgien | Vosges          | Philippe Gustin    | Citroën Saxo VTS | Accident   |
| Août                 | Rallye Terre des Causses | Aveyron                 | Maxence Bardou  | Peugeot 207 RC R3T | 16e              |            |
| Juillet              | Rallye Terre de Langres  | Haute-Marne             | 21e             |                    |                  |            |
| Mai                  | Rallye Régional Ajolais  | Vosges                  | Philippe Gustin | Citroën Saxo VTS   | 24e              |            |
| Rallye Alsace-Vosges | Vosges                   | 53e                     |                 |                    |                  |            |
| Avril                | Rallye du Florival       | Haut-Rhin               | 58e             |                    |                  |            |

| Année                   | Mois                        | Course                  | Lieu               | Pilote          | Voiture          | Classement |
| ----------------------- | --------------------------- | ----------------------- | ------------------ | --------------- | ---------------- | ---------- |
| 2008                    | Septembre                   | Rallye National Vosgien | Vosges             | Philippe Gustin | Citroën Saxo VTS | Abandon    |
| Août                    | Rallye des Vallées          | Denis Lebretton         | Peugeot 106 XSI    | 111e            |                  |            |
| Juillet                 | Rallye Terre de Langres     | Haute-Marne             | Maxence Bardou     | Peugeot 206 XS  | Panne mécanique  |            |
| Rallye Régional Ruppéen | Vosges                      | Philippe Gustin         | Peugeot 106 Rallye | 32e             |                  |            |
| Juin                    | Rallye National de Lorraine | Jean-Pierre Jacques     | Renault Clio 16S   | 17e             |                  |            |
| Mai                     | Rallye Régional Ajolais     | Philippe Gustin         | Peugeot 106 Rallye | 67e             |                  |            |
| Rallye Alsace-Vosges    | Panne mécanique             |                         |                    |                 |                  |            |

| Année                   | Mois                            | Course                                   | Lieu               | Pilote           | Voiture          | Classement |
| ----------------------- | ------------------------------- | ---------------------------------------- | ------------------ | ---------------- | ---------------- | ---------- |
| 2007                    | Octobre                         | Finale de la Coupe de France des Rallyes | Mende              | Éric Mauffrey    | Peugeot 306 Maxi | 1er        |
| Septembre               | Rallye du Touquet               | Pas-de-Calais                            | Panne mécanique    |                  |                  |            |
| Rallye National vosgien | Vosges                          | 6e                                       |                    |                  |                  |            |
| Août                    | Rallye des Vallées              | Bertrand Leclerc                         | Peugeot 205 Rallye | 42e              |                  |            |
| Juillet                 | Rallye Régional du 14 Juillet   | Haute-Saône                              | Damien Martin      | Renault Clio 16S | 56e              |            |
| Juin                    | Rallye National de Lorraine     | Vosges                                   | Éric Mauffrey      | Peugeot 306 Maxi | 1er              |            |
| Mai                     | Rallye Alsace-Vosges            | 4e                                       |                    |                  |                  |            |
| Avril                   | Rallye Lyon-Charbonnières Rhône | Rhône                                    | 4e                 |                  |                  |            |

| Année                | Mois                              | Course            | Lieu               | Pilote                | Voiture            | Classement |
| -------------------- | --------------------------------- | ----------------- | ------------------ | --------------------- | ------------------ | ---------- |
| 2006                 | Octobre                           | Rallye Le Touquet | Vaucluse           | Éric Mauffrey         | Subaru Impreza 555 | 8e         |
| Septembre            | Rallye Mont-Blanc Morzine         | Haute-Savoie      | 7e                 | Éric Mauffrey         | Subaru Impreza 555 |            |
| Juillet              | Rallye Aveyron Rouergue           | Aveyron           | 4e                 | Éric Mauffrey         | Subaru Impreza 555 |            |
| Juin                 | Rallye Région Limousin Vassivière | Haute-Vienne      | 9e                 | Éric Mauffrey         | Subaru Impreza 555 |            |
| Mai                  | Rallye Régional Plaine et Cimes   | Haut-Rhin         | Jean-Michel Kempf  | Renault Clio Ragnotti | 8e                 |            |
| Rallye Alsace-Vosges | Vosges                            | Éric Mauffrey     | Subaru Impreza 555 | 5e                    |                    |            |

| Année                  | Mois                        | Course             | Lieu               | Pilote        | Voiture            | Classement |
| ---------------------- | --------------------------- | ------------------ | ------------------ | ------------- | ------------------ | ---------- |
| 2005                   | Novembre                    | Rallye du Var      | Var                | Éric Mauffrey | Subaru Impreza 555 | 8e         |
| Critérium des Cévennes | Aveyron                     | 4e                 |                    |               |                    |            |
| Octobre                | Rallye du Touquet           | Pas de Calais      | 4e                 |               |                    |            |
| Septembre              | Rallye National Vosgien     | Vosges             | 1er                |               |                    |            |
| Juillet                | Rallye Régional Ruppéen     | Arnaud Géhin       | Peugeot 106 Rallye | 33e           |                    |            |
| Juin                   | Rallye des Plaines et Cimes | Stéphane Jacques   | Peugeot 205 Rallye | 42e           |                    |            |
| Mai                    | Rallye Régional Ajolais     | Patrick Valdenaire | Peugeot 205 GTI    | 104e          |                    |            |
| Avril                  | Rallye de la Plaine         | Stéphane Jacques   | Peugeot 205 Rallye | 33e           |                    |            |
| Mars                   | Rallye du Florival          | Haut Rhin          | 44e                |               |                    |            |

| Année                         | Mois                            | Course            | Lieu                     | Pilote               | Voiture        | Classement |
| ----------------------------- | ------------------------------- | ----------------- | ------------------------ | -------------------- | -------------- | ---------- |
| 2004                          | Août                            | Rallye des Images | Vosges                   | Gilles Claudel       | Peugeot 104 ZS | 70e        |
| Juillet                       | Rallye du 14 Juillet            | Haute-Saône       | Stéphane Jacques         | Peugeot 205 Rallye   | 50e            |            |
| Juin                          | Rallye Reims Côteaux Champenois | Marne             |                          |                      |                |            |
| Rallye National de la Luronne | Haute-Saône                     | Gilles Claudel    | Peugeot 104 ZS           | Abandon              |                |            |
| Rallye de la Bresse           | Ain                             | Philippe Elbisser | Talbot Samba             | 55e                  |                |            |
| Mai                           | Rallye Régional Ajolais         | Vosges            | Gilles Claudel           | Peugeot 104 ZS       | Abandon        |            |
| Avril                         | Rallye Régional de la Plaine    | Emmanuel Patrois  | Renault Mégane Coupé 16v | Abandon              |                |            |
| Mars                          | Rallye du Florival              | Haut-Rhin         | Stéphane Jacques         | Ford Escort Cosworth | 65e            |            |